# Politiek en overheid van Kroatië
De Republiek Kroatië (Kroatisch: Republika Hrvatska) is een parlementaire democratie met een gekozen president. De huidige regeringsvorm werd op 22 december 1990 aangenomen en op 25 juni 1991 verklaarde Kroatië zich onafhankelijk van de Socialistische Federale Republiek Joegoslavië.
Viermaal is de Grondwet gewijzigd:
- 15 december 1997 - rechten van minderheden vastgelegd en verandering inzake beledigingen
- 11 september 2000 – veranderd van een semipresidentieel systeem naar een tweekamerstelsel; de parlementsnaam werd veranderd in het historische Hrvatski sabor
- 28 maart 2001 – Kamer van Provincies afgeschaft, eenkamerstelsel ingevoerd.
- 15 juni 2001 – administrativa

## Uitvoerende macht
|                          | Naam             | Partij | Vanaf            |
| ------------------------ | ---------------- | ------ | ---------------- |
| President                | Zoran Milanović  | SDP    | 19 februari 2020 |
| Minister-president       | Andrej Plenković | HDZ    | 19 oktober 2016  |
| Andere regeringspartijen |                  | HNS    |                  |

De belangrijkste uitvoerende macht van de Kroatische staat is de regering (Kroatisch: vlada), met als voorzitter de minister-president.
De regeringsministers (het kabinet) worden aangesteld door de minister-president in overeenstemming met het parlement. De minister-president is het hoofd van de regering; aangesteld door de president in overeenstemming met het parlement die in zijn of haar positie treedt wanneer een absolute meerderheid van het parlement hiermee instemt.
Zie meer: https://web.archive.org/web/20151102203205/https://www.vlada.hr/
Huidige regering:
Minister-president: Andrej Plenković (sinds 19 oktober 2016);

Tweede ministers-presidenten: Damir Krstičević (sinds 2016), Predrag Štromar (sinds 2017), Davor Božinović (sinds 2019), Zdravko Marić (sinds 2019).

Regeringsministers komen van de Kroatische Democratische Unie (HDZ) en een van de Kroatische Volkspartij-Liberaal Democraten (HNS).
De president van de Republiek Kroatië is het hoofd van de staat en is gekozen via verkiezingen voor een termijn van vijf jaar. Een president mag niet langer dan twee termijnen dienen. De president heeft beperkte uitvoerende machten, hij is de bevelhebber van het leger, hij beslist deels over het buitenlands beleid en de nationale veiligheid, vertegenwoordigt Kroatië in binnen- en buitenland, spreekt het Parlement toe en kan discussiepunten opbrengen in de Regering. De belangrijkste verplichting is dat de president de macht krijgt om snelle wetten door te voeren in oorlogstijd.

## Wetgevende macht
De Kroatische wetgevende macht is het Hrvatski Sabor. Het Kroatische parlement is gevormd naar een eenkamersysteem, met tussen de 100 en 160 leden, preciezere aantallen zijn wettelijk vastgelegd, 140 gekozen leden, 6 proportioneel gekozen leden als vertegenwoordigers van de Kroaten in het buitenland en 5 leden als vertegenwoordigers van de etnische minderheden.
De Kamer van Provincies (Kroatisch: Županijski Dom) had drie afgevaardigden van de 20 provincies (županije) en de stadsprovincie (grad). Deze had geen feitelijke macht over de Kamer van Vertegenwoordigers en in 2001 werd de Kamer van Provincies afgeschaft, haar (weinige) bevoegdheden gingen nu naar de provinciale regeringen.
De Sabor wordt tussen 15 januari tot 30 juni en 15 september tot 15 december bij elkaar geroepen. Extra bijeenkomsten kunnen bijeengeroepen worden door de president van het Republiek, door de president van het parlement of door de Regering. De bevoegdheden van de wetgevende macht omvatten het toevoegen of veranderen van delen van de grondwet; wetten doorvoeren; staatsbegroting aannemen; oorlog en vrede verklaren; de grenzen van de Republiek veranderen; referenda uitschrijven; verkiezingen uitvoeren; aanstellingen; toezicht houden over het werk van de Kroatische Regering en andere publieke machten met verantwoording aan de Sabor; en amnestie verlenen.
Keuzes worden gemaakt op basis van een meerderheid van meer dan de helft van de aanwezigen; behalve wanneer de wet betrekking heeft op nationale rechten en grondwetswijzigingen.

## Politieke partijen en verkiezingen
In de verkiezingsuitslagen worden politieke partijen genoemd. Voor meer informatie over deze partijen zie Lijst van politieke partijen in Kroatië
| Samenvatting van de verkiezingenresultaten van de presidentsverkiezingen in Kroatië (2005) tussen 2 en 16 januari. | Samenvatting van de verkiezingenresultaten van de presidentsverkiezingen in Kroatië (2005) tussen 2 en 16 januari. | Samenvatting van de verkiezingenresultaten van de presidentsverkiezingen in Kroatië (2005) tussen 2 en 16 januari. | Samenvatting van de verkiezingenresultaten van de presidentsverkiezingen in Kroatië (2005) tussen 2 en 16 januari. | Samenvatting van de verkiezingenresultaten van de presidentsverkiezingen in Kroatië (2005) tussen 2 en 16 januari. |
| Kandidaten en genomineerde partijen                                                                                | Stemmen | % | Stemmen | % |
| --- | --- | --- | --- | --- |
| Stjepan Mesić - Kroatische Volkspartij en anderen                                                                  | 1.089.398 | 48,92 | 1.454.451 | 65,93 |
| Jadranka Kosor - Kroatische Democratische Gemeenschap                                                              | 452.218 | 20,31 | 51.692 | 34,07 |
| Boris Mikšić | 396.093 | 17,78 | - | - |
| Đurđa Adlešić - Kroatische Sociaal-Liberale Partij                                                                 | 59.795 | 2,68 | - | - |
| Slaven Letica - Kroatische Partij van Rechten                                                                      | 57.748 | 2,59 | - | - |
| Ljubo Ćesić | 41.216 | 1,85 | - | - |
| Ivić Pašalić - Kroatisch Blok – Beweging voor Modern Kroatië                                                       | 40.637 | 1,82 | - | - |
| Anto Kovačević - Kroatische Christelijke Democratische Unie                                                        | 19.145 | 0,86 | - | - |
| Miroslav Blažević                                                                                                  | 17.847 | 0,80 | - | - |
| Miroslav Rajh - Kroatische Jeugdpartij                                                                             | 14.766 | 0,66 | - | - |
| Doris Košta | 8721 | 0,37 | - | - |
| Mladen Kešer | 7056 | 0,32 | - | - |
| Tomislav Petrak - Kroatische Boerenpartij                                                                          | 2614 | 0,12 | - | - |
| Totaal (opkomst 50,57%)                                                                                            | 2.227.073 | 100,0 | 2,241.760 | 100,0 |
| Ongeldige stemmen                                                                                                  | 20.269 | | 35.617 | |
| Geregistreerde stemgerechtigden                                                                                    | 4.403.933 | | 4.392.220 | |
| Bron: Staats Verkiezingen Commissie                                                                                | | | | |

| Samenvatting van de Kroatische parlementsverkiezingen op 23 november 2003             | Samenvatting van de Kroatische parlementsverkiezingen op 23 november 2003                 | Samenvatting van de Kroatische parlementsverkiezingen op 23 november 2003 | Samenvatting van de Kroatische parlementsverkiezingen op 23 november 2003 | Samenvatting van de Kroatische parlementsverkiezingen op 23 november 2003 |
| Partijen en Coalities                                                                 | Partijen en Coalities                                                                     | Stemmen                                                                   | %                                                                         | Stemmen                                                                   |
| ------------------------------------------------------------------------------------- | ----------------------------------------------------------------------------------------- | ------------------------------------------------------------------------- | ------------------------------------------------------------------------- | ------------------------------------------------------------------------- |
| Kroatische Democratische Unie (Hrvatska Demokratska Zajednica)                        | Kroatische Democratische Unie (Hrvatska Demokratska Zajednica)                            | 840.692                                                                   | 33,9                                                                      | 66                                                                        |
| Coalitie:                                                                             | Sociaaldemocratische Partij van Kroatië (Socialdemokratska Partija Hrvatske)              | 560.593                                                                   | 22,6                                                                      | 34                                                                        |
| Coalitie:                                                                             | Istrische Democratische Assemblee (Istarski Demokratski Sabor/Dieta Democratica Istriana) | 560.593                                                                   | 22,6                                                                      | 4                                                                         |
| Coalitie:                                                                             | Partij van Liberaal Democraten (Libra - Stranka Liberalnih Demokrata)                     | 560.593                                                                   | 22,6                                                                      | 3                                                                         |
| Coalitie:                                                                             | Liberale Partij (Liberalna Stranka)                                                       | 560.593                                                                   | 22,6                                                                      | 2                                                                         |
| Coalitie:                                                                             | Kroatische Volkspartij (Hrvatska Narodna Stranka)                                         | 198.781                                                                   | 8,0                                                                       | 10                                                                        |
| Coalitie:                                                                             | Alliantie van Primorje - Gorski Kotar (Primorski-Goranksi Savez)                          | 198.781                                                                   | 8,0                                                                       | 1                                                                         |
| Coalitie:                                                                             | Slavonië-Baranja Kroatische Partij (Slavonsko-Baranjska Hrvatska Stranka)                 | 198.781                                                                   | 8,0                                                                       | -                                                                         |
| Kroatische Boerenpartij (Hrvatska Seljačka stranka)                                   | Kroatische Boerenpartij (Hrvatska Seljačka stranka)                                       | 177.359                                                                   | 7,2                                                                       | 10                                                                        |
| Coalitie:                                                                             | Kroatische Partij van Rechten (Hrvatska Stranka Prava)                                    | 157.987                                                                   | 6,4                                                                       | 8                                                                         |
| Coalitie:                                                                             | Zagorje Democratische Partij (Zagorska Demokratska Stranka)                               | 157.987                                                                   | 6,4                                                                       | -                                                                         |
| Coalitie:                                                                             | Međimurje Partij (Međimurska stranka)                                                     | 157.987                                                                   | 6,4                                                                       | -                                                                         |
| Coalitie:                                                                             | Kroatische Sociaal-Liberale Partij (Hrvatska Socialna Liberalna Stranka)                  | 100.335                                                                   | 4,0                                                                       | 2                                                                         |
| Coalitie:                                                                             | Democratisch Centrum (Demokratski Centar)                                                 | 100.335                                                                   | 4,0                                                                       | 1                                                                         |
| Kroatische Senioren Partij (Hrvatska Stranka Umirovljenika)                           | Kroatische Senioren Partij (Hrvatska Stranka Umirovljenika)                               | 98.537                                                                    | 4,0                                                                       | 3                                                                         |
| Onafhankelijke Democratische Servische Partij (Samostalna Demokratska Srpska Stranka) | Onafhankelijke Democratische Servische Partij (Samostalna Demokratska Srpska Stranka)     | -                                                                         | -                                                                         | 3                                                                         |
| Coalitie:                                                                             | Kroatische Democratische Boerenpartij (Hrvatska Demokratska Seljačka stranka)             | 24.872                                                                    | 1,0                                                                       | 1                                                                         |
| Coalitie:                                                                             | Kroatisch Democratisch Centrum (Hrvatski Demokratski Centar])                             | 24.872                                                                    | 1,0                                                                       | -                                                                         |
| Coalitie:                                                                             | Democratische Prigorje-Zagreb Partij (Demokratska Prigorsko-Zagrebačka Stranka)           | 24.872                                                                    | 1,0                                                                       | -                                                                         |
| Democratische Unie van Hongaren van Kroatië (Demokratska Zajednica Mađara Hrvatske)   | Democratische Unie van Hongaren van Kroatië (Demokratska Zajednica Mađara Hrvatske)       | -                                                                         | -                                                                         | 1                                                                         |
| Duitse Volksunie (Njemačka narodnosna zajednica)                                      | Duitse Volksunie (Njemačka narodnosna zajednica)                                          | -                                                                         | -                                                                         | 1                                                                         |
| Partij voor Democratische Actie van Kroatië (Stranka demokratske akcije Hrvatske)     | Partij voor Democratische Actie van Kroatië (Stranka demokratske akcije Hrvatske)         | -                                                                         | -                                                                         | 1                                                                         |
| Niet-partizanen                                                                       | Niet-partizanen                                                                           |                                                                           |                                                                           | 4                                                                         |
| Totaal (opkomst 61,7 %)                                                               | Totaal (opkomst 61,7 %)                                                                   | 2.478.967                                                                 |                                                                           | 151                                                                       |
| Ongeldigde stemmen                                                                    | Ongeldigde stemmen                                                                        | 41.041                                                                    |                                                                           |                                                                           |
| Aantal stemmen                                                                        | Aantal stemmen                                                                            | 2.520.008                                                                 |                                                                           |                                                                           |
| Geregistreerde stemmers                                                               | Geregistreerde stemmers                                                                   | 4.087.553                                                                 |                                                                           |                                                                           |
| Bron: Izbori.hr en IFES.                                                              |                                                                                           |                                                                           |                                                                           |                                                                           |

## Rechterlijke macht
Het Hooggerechtshof (Vrhovni sud) van de Republiek Kroatië is de hoogste laag van de rechterlijke machten. Rechtszalen zijn open, en oordelen worden openbaar gemaakt, tenzij dit de privacy van de beschuldigde schaadt. Rechters worden aangesteld voor het leven (tot het 70e levensjaar) door de Nationale Rechterlijke Raad. De president van het Hooggerechtshof wordt door het Kroatische parlement voor een termijn van vier jaar gekozen op verzoek van de president van de Republiek.
De Constitutionele Rechtbank (Ustavni sud) van de Republiek Kroatië beslist over de constitutionele juistheid van wetten en behoudt het recht een wet nietig te verklaren als deze onconstitutioneel is. Deze rechterlijke tak bestaat uit dertien rechters die voor een achtjarige termijn een zetel bekleden. De president van de Constitutionele Rechtbank wordt gekozen voor een vierjarige termijn.
De Nationale Rechterlijke Raad (Državno Sudbeno Vijeće) van de Republiek stelt alle rechters aan. Deze raad bestaat uit een president en veertien leden voorgesteld en verkozen voor een vierjarige termijn door het Parlement, ze mogen maximaal twee termijnen dienen.

## Provinciale regeringen
Kroatië is ingedeeld in 20 provincies (županije) en één stad* (Grad), die provincies met provinciehoofdsteden zijn.
1. Zagrebačka , Zagreb
2. Krapinsko-zagorska , Krapina
3. Sisačko-moslavačka , Sisak
4. Karlovačka , Karlovac
5. Varaždinska , Varaždin
6. Koprivničko-križevačka , Koprivnica
7. Bjelovarsko-bilogorska , Bjelovar
8. Primorsko-goranska , Rijeka
9. Ličko-senjska , Gospić
10. Virovitičko-podravska , Virovitica
11. Požeško-slavonska , Požega
12. Brodsko-posavska , Slavonski Brod
13. Zadarska , Zadar
14. Osječko-baranjska , Osijek
15. Šibensko-kninska , Šibenik
16. Vukovarsko-srijemska Vukovar
17. Splitsko-dalmatinska , Split
18. Istarska , Pazin (Italiaans: Pisino)
19. Dubrovačko-neretvanska , Dubrovnik
20. Međimurska , Čakovec
21. Grad Zagreb*

Provincies zijn regionale zelfregerende lichamen die taken uitvoeren gericht op de provincie, voornamelijk zaken zoals onderwijs, gezondheidszorg, land- en stadsplannen, economische ontwikkelingen, verkeer en infrastructuur en de ontwikkeling en het beheer van onderwijs, gezondheidszorg en sociale en culturele instellingen.
In de praktijk is deze autonomie heel erg beperkt aangezien de provincies zich moeten houden aan de nationale wetten opgelegd vanaf nationaal niveau.
Gemeentes en steden zijn lokale zelfregerende lichamen die zich bezighouden met zaken van lokaal belang waarbij de burgers op een directe manier inbreng hebben, voornamelijk betreffende zaken aangaande huizenbouw, land- en stadsorganisatie, publieke infrastructuur, kinderopvang, sociale welvaart, simpele gezondheidsdiensten, onderwijs en basisscholen, cultuur, lichamelijke opleiding en sport, consumentenbescherming, bescherming en verbetering van het milieu, bescherming tegen vuurwapengebruik en burgerverdediging (politie of gerelateerde instanties).

## Korte politieke geschiedenis
De Kroatische Communistische Partij was de enige partij ten tijde van de Socialistische Federale Republiek Joegoslavië (1945-1990). De naamsverandering in de jaren vijftig in de Groep van Communisten van Kroatië (Savez Komunista Hrvatske, SKH) was bedoeld om aan te geven dat de partij een soort adviesraad was van de machthebbende arbeidersklasse.
Er waren maar weinig interne conflicten in de fracties van de SKH. Een van de belangrijkste was de zogenoemde "Kroatische Lente" (1971) toen enkele leiders waaronder Savka Dabčević-Kučar en Miko Tripalo probeerden om de politieke en economische onafhankelijkheid van Kroatië van andere Joegoslavische republieken te bevorderen. Alhoewel de "Kroatische Lente" geen succes was, werden de leiders uit hun politieke positie gezet en geïsoleerd; de minder belangrijke leiders werden vervolgd. Praktisch alle doelen van de genoemde leiders werden later geaccepteerd en toegevoegd aan de Joegoslavische grondwet van 1974.
Die grondwet kon het land niet redden en legde de verantwoordelijkheden van de republieken en de federatie in Joegoslavië maar vaag vast. Resultaat was dat de Groep van Communisten haar eenheid en autoriteit verloor, en de republieken begonnen met agressieve politieke groeperingen. De federale regering van Joegoslavië kon hier maar weinig tegen doen. Uiteindelijk kon noch een vreedzaam noch een militair middel gebruikt worden om de crisis snel op te lossen, met een bloedige tragische oorlog als gevolg.

### 1990
Terwijl Servische leiders, voornamelijk van de Servische Academie van Wetenschappen en Kunst, en de Servische president Slobodan Milošević begonnen Kroatië te bedreigen en zich voor te bereiden op een oorlog, vond in 1990 de eerste meerpartijenverkiezing plaats. De Groep van Communisten veranderde zijn beleid en zijn naam werd gewijzigd in "Partij voor Democratische Veranderingen" (SDP). De indruk van het volk was echter dat deze partij Milošević niet goed kon tegenhouden. De rechtsen waren vertegenwoordigd door de Kroatische Democratische Unie (HDZ), geleid door de (ex-)communistische generaal, later Kroatische nationalist en dissident Franjo Tuđman.
Het derde blok in de verkiezingen was de Coalitie van de Volksovereenkomst, een alliantie van gematigd-nationalistische partijen waaronder de Kroatische Sociaal-Liberale Partij (HSLS), Sociaal Democraten van Kroatië (SDSH), Kroatische Democratische Partij (HDS) en vele belangrijke figuren uit de Kroatische Lente. Door het stemsysteem dat de twee sterkere partijen bevoordeelde, kreeg de coalitie verbazingwekkend weinig zetels tijdens deze verkiezing en won de HDZ met gemak.
De toegenomen criminaliteit en de groeiende eigen cultstatus van Franjo Tuđman blies de bijna dode ex-communistische partij weer nieuw leven in. De SDSH van Vujić ging samenwerken met de SDP. De HSLS splitste zich op in twee partijen, geleid door hun charismatische leiders: Vlado Gotovac van de Liberale Partij, en de wat meer nationalistische Dražen Budiša wonnen de administratieve controle van de HSLS. In de jaren die daar op volgden werden beide leiders, voornamelijk door Budiša’s beleid minder populair, wat zorgde voor een drastische steunvermindering van de partij die eens de derde in Kroatië was. D. Budiša verliet zelfs op een gegeven moment de partij, maar hij keerde wel weer terug.

### 21e eeuw
Tijdens de verkiezingen in 2000 kozen de Sociaaldemocratische Partij van Kroatië (SDP) en de Kroatische Sociaal-Liberale Partij (HSLS) ervoor om samen op de kandidaat-lijsten te gaan staan. Dit deden de Kroatische Boerenpartij (HSS), de Kroatische Volkspartij (HNS), de Liberale Partij van Kroatië (LS) en de Istrische Democratische Assemblee (IDS) ook. Alhoewel deze zes partijen op twee verschillende kandidaat-lijsten stonden hadden ze overlegd om een coalitie te vormen bekend als "de zes" (šestorica).
De uit zes partijen bestaande centrumlinkse coalitie was tot juni 2001 aan de macht, totdat de IDS de coalitie verliet omdat ze niet genoeg autonomie voor Istrië gerealiseerd kon krijgen.
De HSLS splitste zich (alweer; de vorige opsplitsing zorgde voor het opzetten van de LS) in 2002; de grootste fractie verliet de regering terwijl de dissidente groep de LIBRA vormde en aan de macht bleef.
De SDP-geleide coalitie bleef tot de verkiezingen in 2002 aan de macht toen zij net de meerderheid verloor aan de HDZ en andere centrumrechtse partijen.
De HDZ formeerde in december 2003 de regering alhoewel zij niet eens een meerderheidscoalitie gevormd had met partijen zoals de HSS en de HSP. Het bleek dat de nieuwe HDZ, geleid door I. Sanader, meer naar het midden geneigd was dan de voorgaande jaren.
Aansluiting bij de Europese Unie was duidelijk een nationaal doel voor de meeste grote partijen; in detail varieerden hun standpunten over het aannemen en samenwerking van EU-wetten enigszins. De belangrijkste punten hadden te maken met het naoorlogse herstel: zowel politiek (terugkeer van vluchtelingen, oorlogscriminelen) als economisch (import/export van het landbouwbeleid). Kroatië trad op 1 juli 2013 toe tot de Europese Unie.
Tussen 2015 en 2020 had Kroatië voor het eerst een vrouwelijke president: Kolinda Grabar-Kitarović. Zij werd echter niet herkozen en verloor de presidentsverkiezingen van 2019-20 van voormalig minister-president Zoran Milanović.